# Quina vida!
Quina vida! (títol original en anglès: Never a Dull Moment) és una pel·lícula estatunidenca dirigida per George Marshall, estrenada el 1950, basada en la novel·la Who Could Ask For Anything More de Kay Swift. Ha estat doblada al català.

## Argument
Kay Kingsley, un sofisticat i reeixit compositor a Nova York. s'enamora d'una rica ranxera vídua, Chris Heyward, que coneix al Madison Square Garden Rodeo, es casen i ho deixa tot per anar al seu ranxo a l'oest. Els seus amics l'adverteixen d'una possible desil·lusió per la vida en un ranxo, lluny de les llums brillants de Broadway. Kay té dificultats d'adaptació, mentre el ranxo és presidit pels fills de Chris, i un incident té lloc amb un veí, cosa que impulsa Kay a retornar a la seva vida elegant a Nova York. Però aviat troba que el seu cor és amb Chris i els seus fills.

## Repartiment
- Irene Dunne: Kay
- Fred MacMurray: Chris
- William Demarest: Mears
- Andy Devine: Orvie
- Gigi Perreau: Tina
- Natalie Wood: Nan
- Philip Ober: Jed
- Jack Kirkwood: Papa Dude
- Ann Doran: Jean